# Martha Luna
Martha Luna Medina es una diseñadora de moda, estilista, presentadora de televisión y celebridad de internet nacida en Caracas, Venezuela y nacionalizada estadounidense. Sus diseños han sido exhibidos en dos ocasiones en la Semana de la Moda de Nueva York y ha presentado programas en las cadenas Mira TV, Telemundo y DirecTV.

## Biografía

### Carrera en la moda
Luna nació en Caracas, Venezuela y se trasladó a los Estados Unidos con su familia en su infancia. Radicada en la ciudad de Newport News, Virginia, inició en 2010 un blog sobre moda y estilo llamado MDOLLNYC. Dos años después se mudó a la ciudad de Nueva York y en 2015 inició su carrera como diseñadora de moda con el lanzamiento de una colección de carteras llamada Bilingual Collection, en colaboración con la diseñadora Astrid Carolina de la compañía Arena Fashion Venezuela e inspirada en diseños de su país natal.
En 2016 se asoció con la diseñadora Gionna Nicole de la marca AvidSwim para estrenar una nueva colección, llamada Resort Swim Caicos Collection y presentada en las pasarelas de la Semana de la Moda de Nueva York en febrero de 2016. Acto seguido diseñó junto con Jackie Dew de Born+Made una colección de camisetas y sombreros con expresiones latinas.
En 2017 creó su propia marca de carteras para cosméticos llamada MNYC, con productos fabricados en Venezuela. Ese mismo año lanzó su línea de maquillaje mediante la compañía cosmética sueca FACE Stockholm y fue contratada por la cadena Food Network para vestir a la chef estadounidense Tregaye Fraser en sus apariciones en diversos programas del canal. En 2019 diseñó el vestuario utilizado por el cantante de reguetón puertorriqueño Brytiago en la Semana de la Moda de Nueva York. Brytiago se convirtió de esta manera en el primer artista urbano en desfilar por las pasarelas del evento celebrado anualmente en Nueva York. A partir de entonces ha vestido a celebridades como Valeria Cid, Lyanno, Mimi Pabón y Dimelo Flow, entre otros, quienes han utilizado sus diseños en eventos como los Premios Grammy Latinos y en los Premios Lo Nuestro.

### Otros proyectos
En 2016, Luna empezó a presentar un segmento titulado En estilo con Martha Luna, emitido por la cadena Direct TV. Ha registrado además apariciones en programas y especiales de las cadenas Telemundo Internacional y Mira TV. Luego del paso del Huracán María por Puerto Rico, Luna fundó junto con Samantha Murillo la misión voluntaria Sisterhood of Faith, con el fin de ayudar a los damnificados del país caribeño. En 2018 fue reconocida en los Unlabelled Awards en la categoría «Social Media» por su trabajo como directora general de la compañía MNYC.